# Кореньково (Тверская область)
Кореньково — деревня в Кимрском районе Тверской области. Входит в состав Центрального сельского поселения.

## География
Находится в юго-восточной части Тверской области на расстоянии приблизительно 10 км на запад по прямой от районного центра города Кимры в левобережной части района.

## История
Известна была с 1780-х годов как сельцо Кренково в 7 дворов, в 1806 3 двора. В 1859 году здесь (деревня Корчевского уезда Тверской губернии) было учтено 10 дворов, в 1887 — 10.

## Население
Численность населения: 34 человека (1780-е годы), 17 (1806), 72 (1859 год), 60 (1887), 6 (русские 100 %) в 2002 году, 1 в 2010.